# Most kolejowy nad doliną Dziechcinki w Wiśle
Most kolejowy nad doliną Dziechcinki w Wiśle – żelbetowy most łukowy nad doliną Dziechcinki w Wiśle, zlokalizowany na górskiej linii kolejowej poprowadzonej od Goleszowa.
Wykonany został według projektu inż. Stanisława Saskiego oraz Tadeusza Mejera w latach 1931–1933 przez firmę Ksawerego Goryanowicza. Nadzór nad budową sprawował fachowiec z dziedziny konstrukcji żelbetowych Jan Gustaw Grycz. Budowa prowadzona była przez kierownika robót inż. Karola Grelowskiego.